# Tarja Halonen
Tarja Kaarina Halonen (Helsinki, 1943. december 24. –) Finnország 11. elnöke és az első nő ezen a poszton. 2000-ben választották meg elnöknek. Megválasztása előtt külügyminiszter valamint az SDP (Szociáldemokrata Párt) képviselője volt. 2006. január 29-én újraválasztották, így további 6 évig volt Finnország elnöke.

## Pályafutása
1971-től elnökké választásáig a finn szociáldemokrata párt tagja volt. 1977-1996 között önkormányzati képviselő volt Helsinkiben, 1979-2000 között pedig országgyűlési képviselő. Több különböző miniszteri posztot töltött be, legutóbb 1995-2000-ig Finnország külügyminisztere volt.